# Kia Cerato
O Kia Cerato ou Kia Forte é um carro de classe C produzido pela montadora coreana de automóveis Kia Motors desde 2000, originalmente vendido como um hatchback. Quando o carro foi redesenhado em 2004/05 mais tarde tornou-se o carro mais vendido da Kia nos Estados Unidos.
Em setembro de 2019, a montadora lançou a 4ª geração do Cerato. Com mesmo design do Kia Stinger, possui 80 mm a mais de comprimento, mas os mesmos 2.700 mm de entre-eixos do Cerato anterior. O ganho está no porta-malas, agora com 520 litros ante os 421 de antes. O motor deixa de ser o 1.6 (mesmo do HB20) e passa ao 2.0 que conhecemos do Creta (e do primo Elantra), com 167 cv e 20,6 kgfm de torque, ligado ao mesmo câmbio automático de 6 marchas.

## Galeria
- Primeira geração (2003-08)
- Primeira geração, sedã (2003-08)
- Segunda geração (2008-13)
- Segunda geração, sedã (2008-13)
- Terceira geração (2013-2019)
- Terceira geração, sedã (2013-2019)